# Chrysomantis girardi
Chrysomantis girardi är en bönsyrseart som beskrevs av Gillon och Roger Roy 1968. Chrysomantis girardi ingår i släktet Chrysomantis och familjen Hymenopodidae. Inga underarter finns listade i Catalogue of Life.